# 막대 불규칙 은하
막대 불규칙 은하(영어: Barred irregular galaxy)는 막대 나선 은하와 비슷한 불규칙 은하이다. 이 은하의 예시 로는 대마젤란 은하와 NGC 6822가 있다. 일부 막대 불규칙 은하(대마젤란 은하와 유사한 은하)는 사실 근처의 더 무거운 은하와의 조석 상호 작용에 의해 불규칙한 모양으로 비틀어진 왜소 나선 은하다.